# Sunshine Cleaning
Pour plus de détails, voir Fiche technique et Distribution.
Sunshine Cleaning est une comédie dramatique américaine réalisé par Christine Jeffs. Écrit par Megan Holley, le long-métrage narre l'histoire de deux sœurs, Rose et Norah Lorkowski, incarnées par Amy Adams et Emily Blunt, qui se lancent dans le marché du nettoyage de scènes de crimes. Produit par Big Beach Films, Sunshine Cleaning est tourné en un mois début 2007 dans la ville d'Albuquerque, avant d'être présenté au Festival de Sundance en janvier 2008. Il sort en salles aux États-Unis le 13 mars 2009 en exploitation limitée et le 17 avril 2009 sur le reste du territoire, puis en France le 10 juin 2009. Lors de sa sortie, Sunshine Cleaning rencontre un accueil globalement favorable des critiques professionnels et un succès relativement modeste au box-office.

## Résumé
Rose Lorkowski fut, il y a quelques années, une pom-pom girl très populaire dans son lycée. Aujourd'hui, la trentaine, elle élève seule son fils Oscar et travaille comme femme de ménage, nettoyant les demeures de ses anciens camarades de classe qui ont mieux réussi dans la vie, tout en entretenant une liaison avec Mac, son ex-petit ami au lycée devenu policier, marié et père de famille. La sœur cadette de Rose, Norah, est encore plus perdue qu'elle, puisque, virée de son emploi de serveuse, elle vit chez leur père, Joe, un homme d'affaires misant sur des produits qui auraient dû faire sa fortune. Un jour, Rose est convoquée par la direction de l'école d'Oscar, renvoyé de l'établissement à la suite d'un drôle de comportement, qui le considère comme « spécial ».
Cherchant une solution pour trouver l'argent nécessaire pour placer son fils en école privée, Rose se voit suggérer par Mac d'entrer dans une activité lucrative, le nettoyage de scènes de crimes. Ayant convaincu Norah, peu enthousiaste à l'idée de nettoyer du sang et de sentir l'odeur de corps en décomposition, de s'associer avec elle, Rose crée l'entreprise Sunshine Cleaning. Les sœurs commencent à trouver un sens à leur fonction pour "aider" en quelque sorte des personnes à la suite d'une perte d'un membre de leur famille, mais ce travail remue des souvenirs pénibles, en rapport avec le suicide de leur mère.
Rose, quant à elle, apprend les règlements et astuces du nettoyage des fluides corporels, aidé de Winston, droguiste manchot qui fabrique des maquettes. Parallèlement, Joe s'occupe d'Oscar, en attente d'être scolarisé dans le privé, en l'emmenant dans ses combines. Comprenant que Mac ne quittera pas sa femme, Rose met fin à leur relation. Lors du nettoyage d'une maison, Norah se découvre des affinités avec la fille d'une des victimes, Lynn, qu'elle rencontrera peu après, et avec qui elle sympathise.
Les affaires de Sunshine Cleaning commencent à marcher quand une compagnie d'assurance leur offre un contrat de nettoyage de maison, qui leur permettra d'avoir une percée dans leur réputation. Mais Rose est invitée à une fête prénatale d'une ancienne camarade du lycée, laissant Norah se charger du nettoyage pour aller à la fête et confiant son fils à Winston, après le refus de Joe de s'occuper d'Oscar, à la suite de l'échec de sa dernière affaire. Norah met accidentellement le feu à la maison, provoquant la colère de sa sœur aînée et perd l'amitié de Lynn, qui a découvert la vérité sur leur rencontre.
Au cours de la fête d'anniversaire d'Oscar, Norah profite pour s'excuser auprès de Rose, qui a repris son emploi de femme de ménage afin de payer la dette de 40 000 $ à la suite de l'incendie et arrêté les activités de Sunshine Cleaning, ainsi que pour annoncer son départ. Tandis qu'Oscar est scolarisé dans le privé et que Norah prend la route, Rose, de retour chez elle, voit son père sur le pas de la porte, lui annonçant qu'il a vendu sa maison afin d'utiliser l'argent pour créer une autre société de nettoyage de scènes de crimes appelé Lorkowski Cleaning, plaçant Rose à sa tête et pour lequel Joe sera également employé.

## Fiche technique
- Titre : Sunshine Cleaning
- Titre québécois : Nettoyage Sunshine[1],[2]
- Réalisation : Christine Jeffs
- Scénario : Megan Holley
- Musique : Michael Penn
  - Supervision musicale : Susan Jacobs
- Directeur de la photographie : John Toon
- Montage : Heather Persons
- Direction artistique : Guy Barnes
- Distribution des rôles : Avy Kaufman
- Décors : Joseph T. Garrity
  - Décors de plateau : Wendy Ozols-Barnes
- Costumes : Alix Friedberg
- Maquillage : Vanessa Jaramillo
- Ingénieur du son : Martin Lopez
- Producteurs : Jeb Brody, Peter Saraf, Marc Turtletaub et Glenn Williamson
  - Coproducteur : Robert J. Dohrmann
  - Producteur associé : Dan Genetti
- Sociétés de production : Back Lot Pictures, Big Beach Films et Clean Sweep Productions
- Distribution :  Overture Films •  Surreal Distribution
- Tournage :
  - Budget : 5 000 000 $[3]
- Date et lieux : février 2007[4] à Albuquerque, au  Nouveau-Mexique[5]
  - Langues : anglais et espagnol
- Pays :  États-Unis
- Genre : Comédie dramatique
- Format : 2.35:1 - 35mm  — Son DTS - Dolby Digital - SDDS
- Durée : 91 minutes
- Dates de sortie en salles :
  -  États-Unis : 13 mars 2009 (sortie limité) et 27 mars 2009 (sortie nationale)
  -  France : 10 juin 2009
  -  Royaume-Uni : 26 juin 2009
- Public :  R (certificate #44055) •  15 •  Tous publics (cinéma) • Déconseillé aux moins de 10 ans (TV)[6],[7],[8]

## Distribution
- Amy Adams (VF : Marielle Lemarchand) : Rose Lorkowski
- Emily Blunt (VF : Caroline Lemaire) : Norah Lorkowski, la sœur cadette de Rose
- Alan Arkin (VF : Loïc Houdré) : Joe Lorkowski, le père de Rose et de Norah
- Jason Spevack (VF : Isabelle Brès) : Oscar Lorkowski, le fils de Rose
- Clifton Collins Jr. (VF : Philippe Mijon) : Winston, le droguiste manchot
- Steve Zahn (VF : Michael Ceremeno) : Mac, l'amant de Rose, flic marié
- Mary Lynn Rajskub (VF : Adeline Flaun) : Lynn Wiseman
- Eric Christian Olsen : Randy, le petit ami de Norah
- Paul Dooley : Sherm
- Kevin Chapman : Carl Swanson
- Amy Redford : Heather, la femme de Mac
- Judith Jones : Paula Datzman-Mead, une ancienne camarade de lycée de Rose
- Arron Shiver : le Détective
- Christopher Dempsey : l'Homme qui se suicide
- Vic Browder : le Propriétaire du magasin d'armes
- Ralph Jason Aukison : l'Employé du magasin d'armes #1
- Cliff Garstka Sr. : l'Employé du magasin d'armes #2
- Charles Domenici : l'Employé du magasin d'armes #3
- Ivan Brutsche : Above and Beyond Worker
- Susie Yip : Mrs. Kim
- Mike Miller : le Conseiller
- Sarah Hudnut : l'Institutrice
- Anya Alyassin : la Fille de Mac
- Lois Geary : Mrs. Davis
- McKenna Hutton : Rose, jeune
- Mason Frank : Norah, jeune
- Marya Beauvais : la Serveuse à la télévision/la Mère Lorkowski
- Amber Midthunder : la fille du magasin de bonbons

Source et légende : Version Française (VF) sur Carton de doublage TV

## Production

### Développement
L'origine du script fut trouvée par Megan Holley, scénariste du film. Elle a entendu un flash d'information radiophonique sur une activité en plein essor : le nettoyage de scènes de crimes. D'après cette idée, qu'elle trouva intéressante, elle écrit le scénario, qui, une fois achevé, est envoyé à un concours local, le festival du film de l'université de Virginie. Parlant de l'écriture du scénario :

« Je me suis dit que ce serait une toile de fond fantastique pour raconter une belle histoire. J’ai commencé à travailler sur un début de script et à écrire quelques heures chaque jour avant d’aller au boulot. Cela m’a pris pas mal de temps mais j’en suis finalement venu à bout. J’ai alors envoyé ce scénario à un concours local. »

— Megan Holley, scénariste du film.
Megan Holley, dont c'est le premier scénario, remporte le concours et attire l'attention de Glenn Williamson, producteur d'Eternal Sunshine of the Spotless Mind. Ce dernier, jury du concours et qui avait été à la même université, ne s’attendait pas à y trouver l’un des scénarios les plus originaux à être passé entre ses mains depuis des années. Il le propose à Peter Saraf et Marc Turtletaub, producteurs de Little Miss Sunshine, succès indépendant primé aux Oscars et patrons de la société Big Beach Films.
Curieusement, Saraf avait lui aussi entendu le même flash radio que Megan et cette idée de monter une histoire autour du nettoyage des scènes de crimes lui était restée en mémoire. Il voulait en faire un film :

« J’ai tout de suite pensé que ça ferait un film fantastique, mais je n’ai jamais pu trouver le bon point de départ. Dans mon esprit, c’était plus un thriller ou une sorte de polar. Puis ce script est arrivé sur mon bureau, cette histoire émouvante dans laquelle deux jeunes femmes entreprennent de nettoyer des scènes de crimes pour gagner leur vie et retrouvent leur estime de soi à travers cet exercice. ». Saraf et ses associés ont immédiatement approuvé le projet, disant que « Megan [Holley] a un style très original, on ne voit pas ça souvent. C’est à la fois touchant et corrosif. On trouvait Sunshine Cleaning émouvant, déchirant, réel : on ne pouvait pas dire non. Megan Holley est quelqu’un qui a des histoires à raconter, qui a toujours eu envie de les raconter et qui, un jour, s’est finalement assise à son bureau pour les écrire. »

— Peter Saraf, producteur du film.
Williamson confie la réalisation du film à la réalisatrice néo-zélandaise Christine Jeffs, avec laquelle il avait travaillé sur le long-métrage Sylvia, dans la supervision de la production comme patron de la société Focus Features. Le producteur dit de la réalisatrice :

« Christine est clairement douée pour les drames. Elle a vraiment du talent avec la caméra et les comédiens et je savais qu’elle trouverait un excellent style visuel pour ce film. Cette histoire présentait un mélange intéressant de comédie, de drame et de réelle émotion qui faisait d’elle la candidate parfaite.  »

— Glenn Williamson, producteur du film.
Bien que très différent de ses précédents longs-métrages, des films dramatiques, le scénario représentait le type de projet qu'elle recherchait.

« Je l’ai trouvé à la fois poignant et drôle. Je voulais du changement et m’attaquer à une comédie, de préférence américaine, avec de grands acteurs ! »

— Christine Jeffs, réalisatrice du film.

### Casting
Pour incarner les deux sœurs, le choix s'est porté sur Amy Adams, qui a été contactée très tôt pour incarner Rose, et Emily Blunt, dont leur entente a permis d’emmener l’histoire plus loin, jusqu’à en étonner la scénariste :

« Amy est une de ces comédiennes capables de donner quelque chose de différent à chaque prise. Elle est incroyablement excitante à regarder car il est rare de voir quelqu’un capable de vous émouvoir de la sorte. Elle a trouvé le parfait équilibre pour le personnage, une ancienne pom-pom girl certes, mais avec une vraie profondeur. Cette profondeur n’était qu’effleurée dans le scénario, c’est Amy qui a réussi à l’approcher et l’exprimer. »

— Megan Holley, scénariste du film.

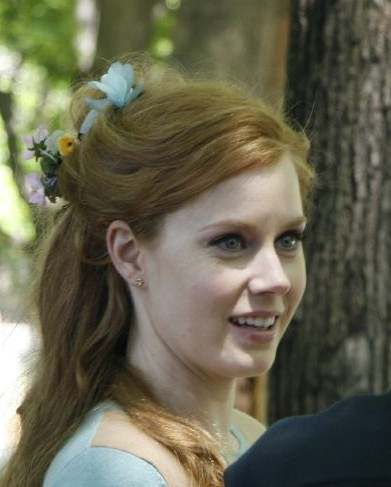
Amy Adams, interprète de Rose Lorkowski.

Amy Adams raconte qu’explorer les relations entre les membres de la famille Lorkowski est ce qui l’a d’abord attirée.

« J’ai tout de suite pensé que Christine avait un vrai point de vue sur les deux sœurs. On a eu cette longue conversation sur les relations entre sœurs, quelque chose que j’ai toujours aimé analyser. Je me suis aussi tout de suite identifiée à cette volonté d’être plus que ce que l’on est, d’être ailleurs que là d’où l’on vient, d’améliorer sa situation dans le monde. Je pense que je ne suis sans doute pas la seule, c’est quelque chose de très commun  »

— Amy Adams, interprète de Rose Lorkowski.
Amy Adams et Christine Jeffs se sont rencontrées à Albuquerque quelques semaines avant le début du tournage pour passer le script en revue.

« Christine a tellement d’idées. Elle m’a poussé à rendre Rose plus maligne et plus sympathique. Elle m’a donné des idées que je n’aurais jamais eu moi-même et quelques indices qui m’ont amenée à faire évoluer mon personnage dans une nouvelle dimension. »

— Amy Adams, interprète de Rose Lorkowski.
Saraf suivait la carrière d'Emily Blunt depuis My Summer of Love et sa prestation dans Le Diable s'habille en Prada, où sa capacité de jouer dans un film dramatique ou une comédie l'a incité à la choisir pour le rôle de Norah. Williamson partagea l'avis de Peter Saraf:

« Cela aurait été très facile de présenter le personnage comme juste une fumeuse de joints qui n’a jamais rien entrepris ni réussi par paresse, mais on serait arrivé à un résultat tellement ennuyeux. Emily a apporté la profondeur nécessaire au rôle. Elle est tellement drôle au naturel qu’elle n’a même pas besoin de se forcer. Elle sait aussi être si incroyablement douce. »

— Glenn Williamson, producteur du film

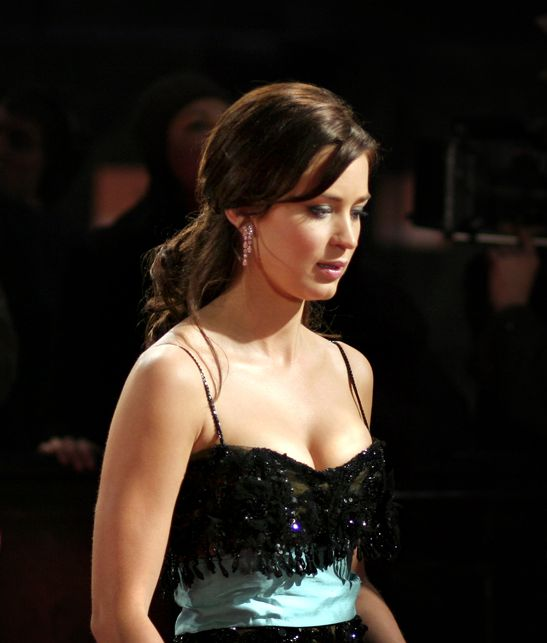
Emily Blunt, interprète de Norah Lorkowski.

La principale intéressée est fascinée par la liberté totale de Norah mais aussi par le deuil qu’on découvre chez le personnage.

« Il y a tellement de questions auxquelles elle n’a jamais eu de réponses et dans sa famille, tout ça est enfoui sous le tapis. Comme elle ne sait rien de son passé, elle est fascinée par celui des autres. Au départ, Norah n’est pas du tout intéressée par cette histoire de nettoyage de scènes de crimes. Elle est même très réticente lors de la première mission. Mais elle est fascinée par l'univers des autres. C'est quelque chose de tellement intime. Les tragédies des autres la passionnent. L'entreprise la fait entrer dans ces univers et donne un nouveau sens au monde qui l’entoure et elle aime cela. On ne rencontre pas souvent de tel scénario. Je lis pourtant tout ce que l’on m’envoie mais je n’étais jamais tombée sur quelque chose qui me plaise autant. »

— Emily Blunt, interprète de Norah Lorkowski.
La réalisatrice se souvient qu’Amy Adams et Emily Blunt étaient inséparables sur le tournage, disant même d'elles :

« Elles se soutenaient vraiment l’une et l’autre et quand elles étaient ensemble, c’était de la dynamite. Le courant est vraiment bien passé entre elles, c’était vraiment une rencontre intéressante. »

— Christine Jeffs, réalisatrice du film

Pour incarner Joe, le père de Rose et Norah, les producteurs ont fait appel à Alan Arkin, qui avait joué dans Little Miss Sunshine, Turtletaub disant qu'il est unique et qu'à chaque film, il le prendra comme acteur. Le comédien était enchanté de retrouver à nouveau l'équipe qui avait produit le film pour lequel il a obtenu l'Oscar du meilleur acteur dans un second rôle : 

« J’ai adoré le scénario et j’étais très enthousiaste à l’idée de travailler avec Amy et Emily. C’étaient les deux principales motivations. »

— Alan Arkin, interprète de Joe Lorkowski.
Pour le rôle d'Oscar, le choix s'est porté sur Jason Spevack, qui a impressionné notamment Emily Blunt :

« Il est tellement gentil, c’était un ange pour la production. Il a toujours été élevé dans la confiance en lui et a appris à se fier à ses instincts. Il se trompe rarement ce drôle de petit bonhomme. C’est lui qu’on va remarquer dans ce film. »

— Emily Blunt, interprète de Norah Lorkowski.
Pour les personnages extérieurs de la famille, Mac (Steve Zahn) et Winston (Clifton Collins Jr.), les producteurs cherchaient pour le premier, un acteur qui sonnait juste concernant la relation entre le personnage et celui de Rose, pour le second, le scénario et les actrices principales l'ont intéressés pour le film.
Amy Adams est très touchée par la prestation de Zahn, dont elle partage les principales scènes avec lui :

« Un autre acteur aurait sans doute joué Mac de façon plus impudente, moins sympathique, mais Steve, lui, a vraiment compris cette relation. Il m’a aidé à comprendre pourquoi Rose était avec lui. »

— Amy Adams, interprète de Rose Lorkowski.

## Avants-premières
Avant de sortir en salles le 13 mars 2009 aux États-Unis et le 10 juin 2009 en France, le film fut d'abord présenté au Festival de Sundance le 18 janvier 2008 et au festival de Deauville le 11 septembre 2008.

## Une série télé?
Sunshine Cleaning pourrait être décliné en série télévisée : en effet, la chaîne télévisée américaine Showtime travaille sur une adaptation télévisée du film. Il développe le projet avec la scénariste du film, Megan Holley.

## Réception

### Accueil critique
Aux États-Unis et dans les pays anglophones, le film a reçu des critiques positives, obtenant 72% d'avis positifs sur le site web Rotten Tomatoes, basé sur 168 commentaires collectés et une note moyenne de 6,3 10 et un score moyen de 61⁄100 sur le site Metacritic, sur la base de 32 commentaires collectés.
Le quotidien britannique The Times a noté 3 étoiles sur 5 Sunshine Cleaning, qui parle d' « optimiste sentimental » compte tenu de « l'objet et le volume de la putréfaction des restes humains». Le critique de cinéma Peter Travers (en), du magazine Rolling Stone, le note 3 étoiles sur 4, disant du long-métrage qu'il est « drôle et touchante, qui dépend de deux actrices ». Le Los Angeles Times le qualifie de «drame excentrique et étrangement attachant, avec juste la bonne quantité de la comédie».
En France, l'accueil de la presse pour Sunshine Cleaning est également positive, à peu près similaire qu'aux États-Unis. Des journaux ou magazine comme 20 Minutes, Charlie Hebdo, Le Figaroscope, Marianne, Première et Télé 7 Jours l'ont encensé. Mais d'autres comme Les Inrockuptibles, L'Express et Libération, pensent qu'il n'atteint pas le niveau de Little Miss Sunshine et de Juno, deux films indépendants avec des grands succès publics et critiques.

### Box-office
| Pays ou région | Box-office     | Date d'arrêt du box-office | Nombre de semaines |
| -------------- | -------------- | -------------------------- | ------------------ |
| Mondial        | 16 580 250 $   | 7 janvier 2011             | 92                 |
| États-Unis     | 12 062 558 $   | 9 juillet 2009             | 17                 |
| France         | 86 528 entrées | 5 août 2009                | 9                  |

Même s'il bénéficie des producteurs de Little Miss Sunshine, Sunshine Cleaning n'a pas rencontré le succès important par rapport à son prédécesseur, puisqu'il ne totalise que 16,5 millions de dollars de recettes mondiales, dont 12,0 millions de dollars sur le territoire américain, ne remportant qu'un faible succès commercial. En France, le long-métrage indépendant passe carrément inaperçu, enregistrant au total 86 528 entrées, durant son exploitation dans les salles car sorti dans une combinaison maximale de 46 copies diffusées en salles.
En comparaison avec Little Miss Sunshine, tourné avec un budget de 8 millions de dollars, a rapporté 59 891 098 dollars durant son exploitation aux États-Unis, qui avait enregistré au total 1 128 976 entrées après 42 semaines d'exploitation en France et engrangé 100 523 181 dollars dans le monde, Sunshine Cleaning a rapporté beaucoup moins que la précédente production du trio Turteltaub/Saraf/Brody.

## Distinctions
Voici la liste complète des distinctions obtenus par le film. Sauf mention contraire, la liste est issue du site Internet Movie Database.

### Récompenses
- Casting Society of America 2009 : Artios du meilleur casting dans un film à petit budget (drame/comedie) pour Avy Kaufman

### Nominations
- Festival du film de Sundance 2008 : Grand Prix du Jury du film dramatique pour Christine Jeffs
- Satellite Awards 2009 : Satellite Award de la meilleure actrice dans un second rôle pour Emily Blunt
- London Critics Circle Film Awards 2010 : ALFS Award de la meilleure actrice dans un second rôle britannique de l'année pour Emily Blunt
- Young Artist Awards 2010 Young Artist Award de la meilleure performance d'un jeune acteur dans un film pour Jason Spevack

## Vidéographie
DVD
- Sunshine Cleaning - 1 DVD sorti le 25 août 2009, édité par Anchor Bay Home Entertainment[24].
- Sunshine Cleaning - 1 DVD Zone 2 sorti le 18 novembre 2009, édité par MK2[25].

Blu-Ray
- Sunshine Cleaning - Blu-Ray sorti le 25 août 2009, édité par Anchor Bay Home Entertainment[24].